# Synema marlothi
Synema marlothi là một loài nhện trong họ Thomisidae.
Loài này thuộc chi Synema. Synema marlothi được Maria Dahl miêu tả năm 1907.